# Tauleta gràfica
|  | Aquest article tracta sobre el perifèric per a digitalitzar. Si cerqueu ordinadors tipus tauleta tàctil, vegeu «tauleta tàctil». |

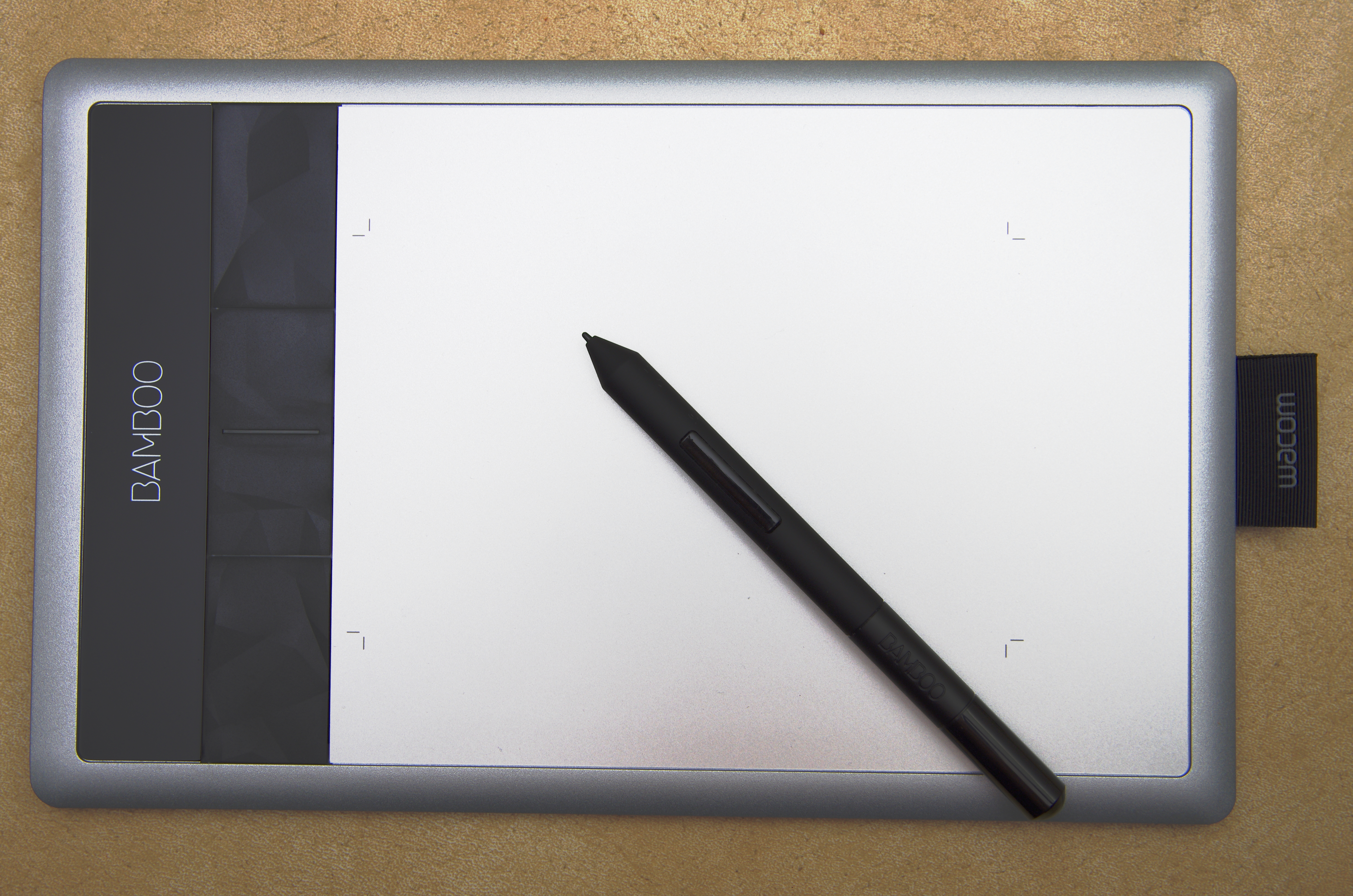
Tauleta i llapis "Wacom Bamboo"

Una tauleta digitalitzadora o tauleta gràfica és un perifèric que permet a l'usuari introduir gràfics o dibuixos a mà, tal com ho faria amb llapis i paper. També permet apuntar i assenyalar els objectes que es troben a la pantalla.
Consisteix en una superfície plana sobre la qual l'usuari pot dibuixar una imatge utilitzant l'estilet (llapis) que ve al costat de la tauleta. La imatge no apareix a la tauleta sinó que es mostra a la pantalla de l'ordinador.
Algunes tauletes digitalitzadores estan dissenyades per ser utilitzades reemplaçant al ratolí com dispositiu apuntador principal.

## Tecnologia
tauletes passivesLes tauletes passives, fabricades per Wacom, fan ús d'inducció electromagnètica, on la malla de filferros horitzontal i vertical de tauleta operen tant transmetent el senyal com rebent. Aquest canvi es fa aproximadament cada 20 microsegons. La tauleta digitalitzadora genera un senyal electromagnètic, que és rebut pel circuit ressonant que es troba en el llapis. Quan la tauleta canvia a manera de recepció, llegeix el senyal generat pel llapis; aquesta informació, a més de les coordenades en què es troba pot incloure informació sobre la pressió, botons al llapis o l'angle en algunes tauletes. (El llapis inclou un circuit en el seu interior que proporciona aquesta informació). Utilitzant el senyal electromagnètic, la tauleta pot localitzar la posició de l'estilet sense que aquest arribi a tocar la superfície. El llapis no s'alimenta amb piles sinó que l'energia la subministra la graella de la tauleta per l'acoblament de la ressonància. Aquesta tecnologia està patentada per l'empresa Wacom, que no permet que els competidors la utilitzin.
tauletes ActivesLes tauletes actives es diferencien de les anteriors en què l'estilet conté una bateria o pila en el seu interior que genera i transmet el senyal a la tauleta. Per tant, són més grans i pesen més que els anteriors. D'altra banda, eliminant la necessitat d'alimentar el llapis, la tauleta pot escoltar el senyal del llapis constantment, sense haver de canviar entre mode de recepció i transmissió constantment, el que comporta un menor jitter.
Per a les dues tecnologies, la tauleta pot utilitzar el senyal rebut per determinar la distància de l'estilet a la superfície de la tauleta, l'angle des de la vertical en què està posicionat l'estilet i altra informació (Per exemple: botons laterals del llapis, esborrany ...)
Comparant-lo amb les pantalles tàctils, una tauleta digitalitzadora ofereix més precisió, l'habilitat per seguir un objecte que no està tocant físicament la superfície de la tauleta i més pot obtenir més informació sobre el llapis (angle, pressió ...). Les tauletes digitalitzadores per contra són més cares i només es poden usar amb l'estilet o altres accessoris que funcionen amb un model concret de la tauleta digitalitzadora.
Algunes tauletes, especialment les més barates o les que estan dissenyades per a nens, tenen connectat físicament amb un cable l'estilet a la tauleta, usant tecnologia semblant a les antigues tauletes RAND, encara que aquest disseny no s'usa en les tauletes normals.

## Tauleta amb monitor LCD integrat
Un híbrid de tauleta digitalitzadora i pantalla (o híbrid tauleta/LCD, Tablet LCD Monitor) és una tauleta digitalitzadora que incorpora un panell LCD a la tauleta, permetent que l'usuari dibuixi directament sobre la superfície del monitor. No hauria de confondre's amb els ordinadors tipus tauleta tàctil.
Les tauletes amb pantalla LCD integrada, ofereixen avantatges tant per les pantalles tàctils de PC estàndard com per les tauletes gràfiques ordinàries. A diferència de les pantalles tàctils, ofereixen sensibilitat a la pressió, i la seva resolució d'entrada generalment és més alta.Encara que la seva sensibilitat i resolució de pressió no solen ser millors que les de les tauletes ordinàries, ofereixen l'avantatge addicional de veure directament la situació de la ploma física en relació amb la imatge de la pantalla. Això sovint permet una major precisió i un sentiment més tàctil i "real" per a l'ús del dispositiu.
El fabricant de tauletes gràfique Wacom té moltes patents de propietat intel·lectual sobre tecnologies per a tauletes gràfiques, el que fa que els competidors utilitzin altres tecnologies o que llicencien les patents de Wacom. Les pantalles de Wacon solien vendre's per milers de dòlars. Per exemple, la sèrie Wacom Cintiq valia des de 1.000 dòlars americans fins a més de 2.000 dòlars. Darrerament han sortit models molt competitius a partir d'uns 300 USD, per exemple els monitors híbrid Huion GT-191 o el Kamvas GT-156HD, que porten els drivers per al Windows i un programari de dibuix gratuit.
Tauletes amb LCD integrat disponibles comercialment:
- Huion GT-191
- GAOMON series
- Huion series
- Parblo Coast series
- UG-Series - Ugee
- Yiynova's MVP10U, MSP19U i MVP22U
- Tooya series (PenPower)
- GT-series from Huion
- Hitachi Starboard
- Monoprice 19" I-Display
- Bosto Kingtee
- PenStar de USync
- SenTIP de Hanvon
- The GD Itronix "Duo Touch" tablet PC
- The p-active XPC-1710a i XPC-1910a
- Boogie Boards d'Improv Electronics'
- Cintiq de Wacom

També hi ha hagut projectes casolans on s'han convertit monitors LCD convencionals i tauletes gràfiques en Tauletes amb pantalla LCD integrada.

## Accessoris
Les tauletes digitalitzadores incorporen l'estilet necessari per interaccionar amb la tauleta, encara que poden usar-se accessoris addicionals com ara ratolins, aerògrafs... Els diferents accessoris transmeten a la tauleta un número de sèrie únic, permetent al programari identificar si l'usuari té diversos dispositius d'entrada a la tauleta i assignar diferents propietats a ells (tipus de pinzell, color, esborrany, ...) a cada un.

### Goma d'esborrar
Molts estilets moderns incorporen una goma d'esborrar a la part superior del llapis, i un circuit elèctric addicional que s'usa quan s'utilitza la goma d'esborrar, normalment similar o idèntic al que s'usa per a la punta. La goma d'esborrar també és sensible a la pressió, d'aquesta manera es poden esborrar algunes capes de color de la imatge segons la pressió aplicada, encara que es pot assignar altres funcions com esborrar diferents pinzells o altres característiques.

### Ratolí
A diferència dels ratolins utilitzats habitualment amb l'ordinador, el ratolí de la tauleta digitalitzadora es pot utilitzar en mode "absolut", on la posició del cursor en pantalla es correspon directament amb la localització física a la tauleta, o en mode "relatiu", on es mesura el desplaçament, no la posició absoluta. Els ratolins de tauleta digitalitzadora venen equipats amb botons i una o diverses rodes que poden ser més sensibles a la pressió com la punta de l'estilet. Algunes tauletes també poden detectar la rotació del ratolí respecte a la tauleta, permetent a les aplicacions utilitzar aquesta informació.

### Cursor
El cursor és com un ratolí amb la diferència que inclou, a la part superior, una part transparent de plàstic amb graduació similar a la d'una regla per traçar diagrames. A més pot incloure diversos botons (12 o més, disposats com els d'un telèfon). No són tan comuns com els ratolins o els estilets, i només estan disponibles en algunes tauletes.

### Aerògraf
Algunes tauletes venen incorporades amb un estilet especialitzat a simular un aerògraf, que inclou una roda que simula el flux de pintura, diferents formes del polvoritzador i altres característiques dels aerògrafs reals. No són molt comuns excepte en configuracions professionals.

## Usos

### Utilització general

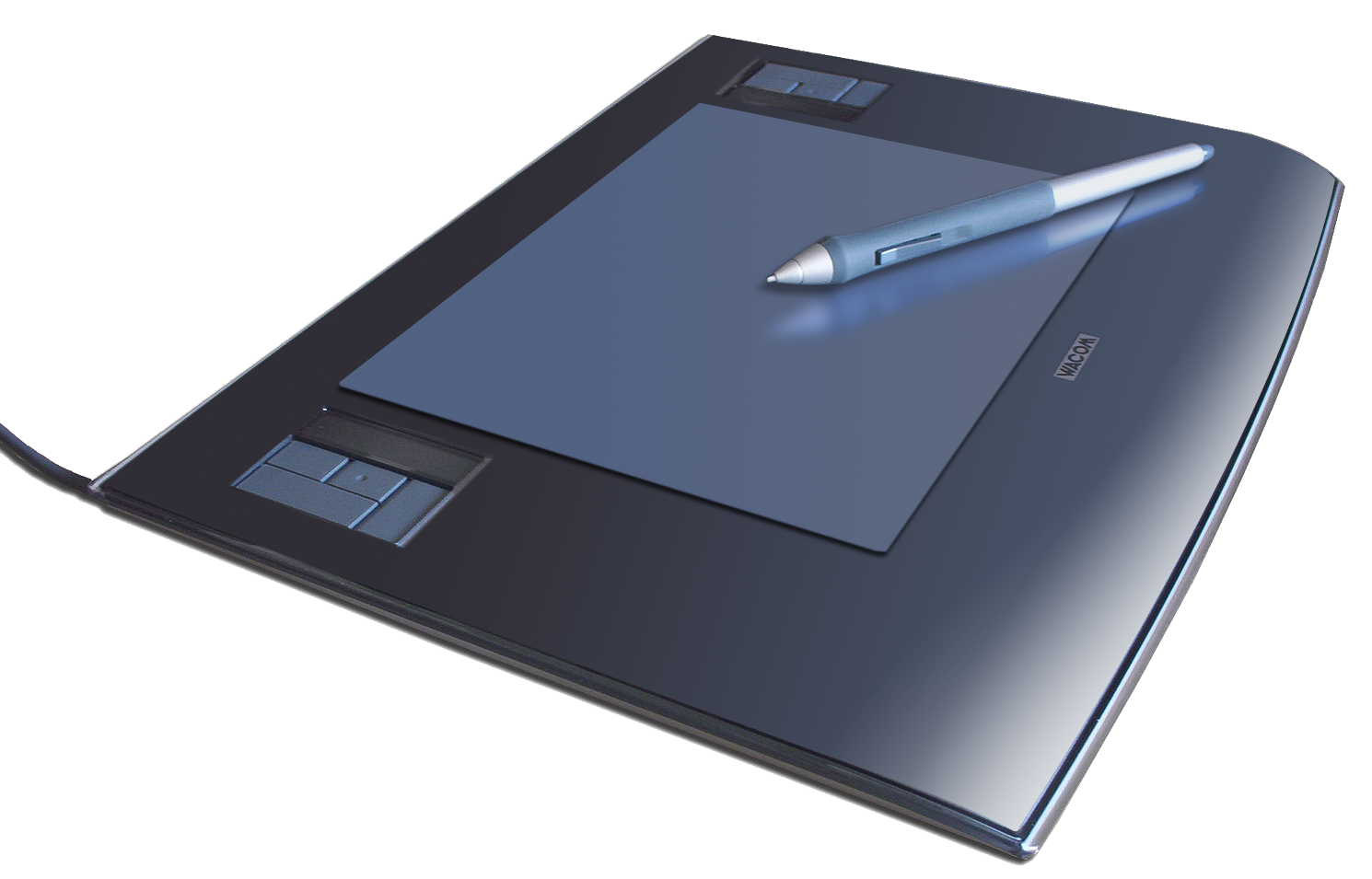
Tauleta gràfica de Wacom.

Les tauletes digitalitzadores, a causa de la seva interfície basada en un llapis i la capacitat de detector pressió, angle i altres propietats de l'estilet i la seva interacció amb la tauleta, són utilitzades àmpliament per crear gràfics per ordinador, especialment gràfics en dues dimensions. De fet, molts paquets de gràfics (per exemple The GIMP, Corel Painter, Inkscape, Photoshop, Pixel image editor, Studio Artist, el Crosfield imaging system, Quantel Paintbox, i altres) són capaços de fer ús de la pressió, angle i la rotació modificant la mida del pinzell, la forma, opaciat, color, o altres atributs basats en dades rebudes de la tauleta digitalitzadora.
A l'Est d'Àsia, les tauletes digitalitzadores o pantalles tàctils, són utilitzades àmpliament en conjunt amb programari d'edició de text (Imes) per a escriure caràcters en xinès, japonès o Coreà (CJK). Aquesta tecnologia ofereix un mètode per interaccionar amb l'ordinador d'una manera més natural que escrivint en el teclat. Les tauletes també són molt utilitzades per dibuix tècnic i disseny assistit per ordinador, ja que es pot posar una peça de paper sobre d'elles sense interferir amb la seva funció. Alguns dels artistes que creen webcomics utilitzen tauletes, per exemple Hawk a AppleGeeks o George Cham de Piled Higher and Deeper utilitzen tauletes digitalitzadores per a dibuixar les seves creacions a l'ordinador. Finalment, les tauletes digitalitzadores estan guanyant popularitat per substituir el ratolí com a dispositiu apuntador. Aquestes poden resultar més intuïtives a alguns usuaris que el ratolí, ja que la posició del llapis a la tauleta correspon a la localització del punter a la interfície gràfica d'usuari que es mostra a la pantalla de l'ordinador. Els artistes que utilitzen l'estilet per treballar, dibuixar i dissenyar a la pantalla, per conveniència també ho utilitzar per interaccionar amb la GUI.
Les tauletes digitalitzadores estan disponibles en diverses mides i preus, les de mida A6 són les més barates, a les de mida A3 molt més cares. Les tauletes digitalitzadores actuals solen connectar-se a l'ordinador a través de la interfície USB, algunes transfereixen les dades a l'ordinador mitjançant Bluetooth o altres enllaços sense fil per a més comoditat d'ús sense cables.

### Solució per a les lesions
Els usuaris de les tauletes es veuen menys afectats per lesions a canells i braços a conseqüència de moviments repetitius en usar el teclat i el ratolí, degudes també en part a què s'adopten males postures. També és indicat per a persones que pateixen síndrome del túnel carpià. Això és degut al fet que l'ús del ratolí té un patró repetitiu al canell, mentre que utilitzar un llapis és més natural i implica utilitzar tot el braç, no només el canell.

## Dispositius similars
Les pantalles tàctils com les que es troben en les tauletes tàctils i a la videoconsola Nintendo DS s'utilitzen de manera similar, però en lloc de mesurar el senyal electromagnètic, utilitzen una capa sensible a la pressió sobre la superfície, de tal manera que no necessiten un llapis o estilet especial per utilitzar-les. Altres dispositius tàctils són de gran ajuda per a persones cegues o amb problemes de visió. Per exemple, els alumnes poden realitzar els seus exercicis i aprendre, tot tocant una làmina situada sobre la superfície tàctil, i obtenen retroalimentació audible de les accions realitzades. El producte que utilitzi aquesta tecnologia es denomina Tàctil Talking Tablet o T3.